# 麦西哈·旦扎里
麦西哈·旦扎里（阿拉伯语：‎ ，意为“伪救世主”）是伊斯蘭教末世論中的一个邪恶人物。他将在复活日之前以“伪救世主”的身份出现。他是一个反救世主人物，与基督教末世論中的敌基督者和中世纪犹太教末世论中的阿米勒斯相当。